# فلاديمير هروسكا
فلاديمير هروسكا (بالتشيكية: Vladimír Hruška)‏ هو لاعب كرة قدم ومدرب كرة قدم تشيكي في مركز الوسط، ولد في 2 أغسطس 1957 في براغ في جمهورية التشيك. شارك مع منتخب تشيكوسلوفاكيا لكرة القدم. أما مع النوادي، فقد لعب مع بوهيميانز 1905 ونادي أنغوليم.

## وصلات خارجية
- فلاديمير هروسكا على موقع الاتحاد التشيكي (الإنجليزية)
- فلاديمير هروسكا على موقع قاعدة بيانات كرة القدم.إي يو (الإنجليزية)
- فلاديمير هروسكا على موقع ناشيونال فوتبول تيمز (الإنجليزية)
- فلاديمير هروسكا على موقع عالم كرة القدم.نت (الإنجليزية)